# Tony Ila
Anthony Timothy Ila, dit Tony Ila, né vers 1936, est un syndicaliste et homme politique papou-néo-guinéen.

## Biographie
Issu du peuple navao, il naît dans le village d'Oro dans la baie d'Orokolo dans le Golfe du territoire de Papouasie, colonie australienne. Fils d'un chef de clan, il ne connaît pas sa date de naissance, mais pense être né en 1936,. Après son enseignement secondaire à Sogeri (en), il trouve un emploi comme ouvrier dans une manufacture de tuyaux en ciment à Lae. Il co-fonde le Syndicat des ouvriers divers de Lae (Lae Miscellaneous Workers' Union), et en 1972 il est élu président du Congrès des syndicats de Papouasie-Nouvelle-Guinée (PNGTUC). Quelques mois plus tard, avec l'étiquette du Pangu Pati (parti indépendantiste et lié au mouvement syndical), il est élu maire de Lae et député de la ville à la Chambre d'Assemblée de la colonie, qui s'achemine vers l'indépendance, acquise en 1975. Tony Ila est l'un des membres du Comité de préparation de la Constitution.
Fin 1978, le Premier ministre Michael Somare le nomme ministre du Travail et de l'Emploi. À ce poste il intègre le PNGTUC à la Confédération internationale des syndicats libres (CISL) et, à travers sa participation au gouvernement, obtient des financements publics pour les syndicats. Il tisse également des liens de coopération avec Bob Hawke, président du Conseil australien des syndicats. En 1982, lorsque les syndicats papou-néo-guinéens manifestent pour une hausse des salaires, Michael Somare accuse Tony Ila d'avoir organisé la manifestation, et ordonne même son arrestation, qui est toutefois refusée par la police puisque le ministre n'a rien fait d'illégal,. Malgré ce conflit, Somare lui conserve finalement sa confiance et le maintient en poste au gouvernement. Il demeure ministre du Travail et de l'Emploi dans le gouvernement de Julius Chan (1980-1982) et dans le nouveau gouvernement Somare issu des élections de 1982. Michael Somare le fait ministre des Affaires étrangères et du Commerce extérieur en 1984, et en 1985 le nouveau Premier ministre Paias Wingti le nomme ministre de la Planification nationale, jusqu'aux élections de juin 1987. 
Évincé de la présidence du PNGTUC au profit de Henry Moses en 1983, Tony Ila siège comme simple député durant la législature 1987-1992. En 1990, à la demande du gouvernement de Rabbie Namaliu, la reine de Papouasie-Nouvelle-Guinée, Élisabeth II, le fait compagnon de l'ordre de Saint-Michel et Saint-Georges pour services rendus à la communauté. Il ne se représente pas aux élections législatives de 1992, mettant ainsi fin à vingt ans de carrière au Parlement national, et s'établit à Port-Moresby pour sa retraite. 